# Ульт-Ягунське сільське поселення
Ульт-Ягу́нське сільське поселення (рос. Ульт-Ягунское сельское поселение) — сільське поселення у складі Сургутського району Ханти-Мансійського автономного округу Тюменської області Росії.
Адміністративний центр — селище Ульт-Ягун.
Населення сільського поселення становить 2223 особи (2017; 2258 у 2010, 2374 у 2002).

## Склад
До складу сільського поселення входять:
| Населений пункт   | Населення, осіб (2002) | Населення, осіб (2010) |
| ----------------- | ---------------------- | ---------------------- |
| Тром-Аган, селище | 210                    | 194                    |
| Ульт-Ягун, селище | 2164                   | 2064                   |